# Bog snorkelling
Bog snorkelling (em português: mergulho no pântano) é um esporte criado em 1976, no País de Gales.
Seu objetivo é completar um percurso de 110 metros (ida e volta em uma vala cheia de lama de 55 metros de extensão). O vencedor é aquele que fizer o percurso no menor tempo possível.

## Campeonato Mundial de Bog Snorkelling

### Vencedores

#### Masculino
- 2011 - World champion: Andrew Holmes : ~ 1m 24s (New World record)[3]
- 2010 - World champion: Dan Morgan : 1m30.06s (New World record)[4]
- 2009 - World Champion: Conor Murphy : 1m42.30s
- 2008 - World Champion: Conor Murphy : 1m38.09s
- 2007 - World Champion: Robert Liscoe : 1m43s
- 2006 - World Champion: Haydn Pitchforth : 1m41.42s
- 2005 - World Champion: Iain Hawkes : 1m46.03s
- 2004 - World Champion: Phillip John : 1m38s
- 2003 - World Champion: Phillip John : 1m35.46s
- 2002 - World Champion: Phillip John : 1m45s
- 2001 - Cancelado
- 2000 - World Champion: John Cantillon : 1m39s
- 1999 - World Champion: Peter Owen : 1m52s
- 1998 - World Champion: Craig Napper : 1m53s
- 1997 - World Champion: Peter Beaumont : 1m44s
- 1996 - World Champion: Jonathan Maiden : 2m12s
- 1995 - Cancelado
- 1994 - Stephen Madelin

#### Feminino
- 2010 - Female World Champion: Dineka Maguire : 1min31 .90
- 2009 - Female World Champion: Laura Smith : 1m51.00s
- 2008 - Female World Champion: Kirsty Brown : 1m53.12s
- 2007 - Female World Champion: Joanne Pitchforth : 1m35.18s
- 2006 - Female World Champion: Alexis Howe : 1m45s
- 2005 - Female World Champion: Heidi French : 1m48.65s
- 2004 - Female World Champion: Terry Avery
- 2000 - Female World Champion: Joanne Wallace

#### Junior
- 2011 - Junior World Champion:
- 2010 - Junior World Champion:
- 2009 - Junior World Champion: Beccy Lord : 1m41.56s
- 2008 - Junior World Champion: Laura Smith : 1m51.21s
- 2007 - Junior World Champion: George Murphy : 1m35s
- 2006 - Junior World Champion: William Schofield : 1m48s
- 2005 - Junior World Champion:
- 2004 - Junior World Champion: Gareth Madelin
- 2003 - Junior World Champion: Gareth Madelin
- 1999 - Junior World Champion: Joanne Wallace : 1m53s
- 1997 - Junior World Champion: Al Hudson

#### Masculino Local
- 2010 - Local Champion: Tony Bain
- 2004 - Local Champion: Nick Bridgeman

#### Feminino Local
- 2010 - Local Women's Champion : Kelly Fuller
- 2004 - Local Women's Champion: Becky Jones